# Židovske svetkovine
Židovske svetkovine su najvažniji događaji židovskog naroda jer ih podsjećaju na spasonosna Božja djelovanja u povijesti.
- Pasha - slavi se zajedno s Blagdanom beskvasnih kruhova za uštapa u mjesecu nisanu. Za vrijeme svečanog objeda priča se o Izlasku iz Egipta, pjevaju se psalmi, jedu beskvasni kruhovi, žrtveno janje i gorko zelje, te piju 4 čaše vina. Time se Židovi prisjećaju posljednjeg objeda kojeg su jeli na dan Izlaska iz Egipta.

- Blagdan sedmica - žetvena svečanost koja se održava 50 dana nakon Pashe. Naziva se još i Pedesetnicom. Tom svetkovinom Židovi se zahvaljuju Bogu za žetvu i Sinajski savez.

- Roš hašana - novogodišnji blagdan. Slavi se 1.  tišrija. Oglašava se puhanjem u šofar (rog). To je dan preispitivanja svih ljudi pred Bogom. Time počinje doba osvješćivanja i kajanja koje završava velikim Danom pomirenja.

- Jom kipur - veliki Dan pomirenja koji se obilježava 10. tišrija. Tog se dana Boga moli za oprost grijeha tako da Mu se žrtvuje jarac.

- Sukoth - blagdan sjenicâ koji počinje 15. tišrija. Na taj dan Židovi sedam dana žive u sjenicama kako bi se prisjetili putovanja pustinjom. S tom svetkovinom povezuje se zahvala za žetvu i molitva za kišu.

- Hanuka - blagdan posvećenja Hrama. Počinje 24. kisleva i traje osam dana. Tih se dana Židovi prisjećaju oslobođenja Židova u makabejskom ustanku i na čišćenje i posvećenje oskvrnjenog hrama. Svakog se dana pali nova svijeća na hanuka-svijećnjaku s osam krakova.

- Purim - slavi se 14. adara u znak sjećanja na Esterino spašavanje Židova.